# Sepia elegans
Seiche élégante
Espèce
Synonymes
- Sepia (Rhombosepion) elegans Blainville, 1827[1]

Sepia elegans, la Seiche élégante, est une espèce de seiches de la famille des Sepiidae et qui se rencontre dans l'Atlantique est et en Méditerranée.

## Systématique
L'espèce Sepia elegans a été décrite pour la première fois en 1827 par le zoologiste français Henri-Marie Ducrotay de Blainville (1777-1850).

## Répartition
Sepia elegans se rencontre dans l'Atlantique est depuis le Royaume-Uni jusqu'à l'Angola ainsi qu'en Méditerranée. Cette espèce est présente entre 15 et 500 m de profondeur mais est plus fréquente vers 150 m de profondeur.

## Description
Sepia elegans mesure jusqu'à 72 mm pour les mâles et jusqu'à 89 mm pour les femelles et ce pour une masse maximale de 60 g.

## Parasites
L'espèce de ciliés Chromidina elegans est un parasite des sacs rénaux des céphalopodes,,, et en particulier de la seiche Sepia elegans.